# لو توکه
لو توکه (به فرانسوی: Le Touquet-Paris-Plage) یک کمون در فرانسه است که در پا-دو-کاله واقع شده‌است.

## خصوصیات
لو توکه ۱۵٫۳۱ کیلومترمربع مساحت و ۴٬۵۳۸ نفر جمعیت دارد و ۵ متر بالاتر از سطح دریا واقع شده‌است.

## خواهرخوانده
شهرهای وینتربرگ، ویتنی، Sidi Bou Said، کری، کارولینای شمالی و ریکسانسر خواهرخوانده‌های لو توکه هستند.